# علیرضا خدادادی
علیرضا خدادادی (زادهٔ ۲۸ مهر ۱۳۸۱ - بابل) بازیکن فوتبال اهل ایران است.
خدادادی که در مسابقات فوتبال زیر ۲۳ سال ایران سابقه آقای گلی را دارد در ۱۰ دی ۱۴۰۱ برای اولین بار به عنوان بازیکن تعویضی برای باشگاه فوتبال پرسپولیس به میدان رفت.

## آمار باشگاهی
تا تاریخ ۲ بهمن ۱۴۰۳
| باشگاه         | دسته           | فصل            | لیگ  | لیگ | جام حذفی | جام حذفی | آسیا | آسیا | سوپر جام | سوپر جام | مجموع | مجموع |
| باشگاه         | دسته           | فصل            | بازی | گل  | بازی     | گل       | بازی | گل   | بازی     | گل       | بازی  | گل    |
| -------------- | -------------- | -------------- | ---- | --- | -------- | -------- | ---- | ---- | -------- | -------- | ----- | ----- |
| پرسپولیس       | لیگ برتر       | ۰۲–۱۴۰۱        | ۱    | ۰   | ۰        | ۰        | –    | –    | –        | –        | ۱     | ۰     |
| پرسپولیس       | لیگ برتر       | ۰۳–۱۴۰۲        | ۰    | ۰   | ۰        | ۰        | ۰    | ۰    | –        | –        | ۰     | ۰     |
| پرسپولیس       | لیگ برتر       | ۰۴–۱۴۰۳        | ۱    | ۰   | ۰        | ۰        | ۰    | ۰    | ۰        | ۰        | ۱     | ۰     |
| مجموع پرسپولیس | مجموع پرسپولیس | مجموع پرسپولیس | ۲    | ۰   | ۰        | ۰        | ۰    | ۰    | ۰        | ۰        | ۲     | ۰     |
| مجموع آمار     | مجموع آمار     | مجموع آمار     | ۲    | ۰   | ۰        | ۰        | ۰    | ۰    | ۰        | ۰        | ۲     | ۰     |